# Human Interest
Human Interest (Menschliches Interesse), umgangssprachlich in etwa als Interesse für Allzumenschliches, ist die Bezeichnung für Interessensbereiche vieler Menschen (siehe Boulevardjournalismus, Massenmedien). Dies gilt insbesondere, ohne dass dieses Interesse sachlich begründet ist, etwa durch besondere Wichtigkeit oder Aktualität.
Ebenso ist es (meist abwertend) üblich, mit Human Interest auch die journalistischen Artikel, Filme oder andere Werke selbst zu bezeichnen, deren Themen sich vordergründig an dem zu erwartenden Zuschauerinteresse orientieren bzw. auf eine hohe Quote ausgerichtet sind. Oftmals wird dabei nach Meinung des sich äußernden Kritikers ein bestimmtes Niveau unterschritten.
Hierbei kann es sich um Themen der Partnerschaft von Prominenten handeln, es können sexuelle Bereiche berührt werden oder andere Themen, die in der Regel einer oder mehreren folgender Bedingungen genügen:
- (Fast) jeder kann mitreden, das heißt, die Themen liegen im Bereich alltäglicher Erfahrung.
- Die Themen wecken besondere Emotionen.
- Die Nachricht behandelt eine Absurdität oder Überraschung, die ggf. auch als lustig empfunden werden kann. Klassisches Beispiel aus der Journalistik: „Ein Hund beißt einen Briefträger“ ist keine interessante Nachricht. „Ein Briefträger beißt einen Hund“ ist hingegen eine Nachricht wert (auch wenn objektiv kein Nachrichtenwert besteht).

Teilweise wird in einschränkender Weise Human Interest als Interesse am Menschlichen statt als Interesse von Menschen gedeutet.